# Blera nitens
Blera nitens är en tvåvingeart som först beskrevs av Stackelberg 1923.  Blera nitens ingår i släktet stubblomflugor, och familjen blomflugor. Inga underarter finns listade i Catalogue of Life.